# L'Âme de la maison
L'Âme de la maison est une nouvelle fantastique de Théophile Gautier publiée pour la première fois dans son intégralité en novembre 1839 dans La Presse.

## Résumé
Le narrateur, Théophile, se souvient de son enfance dans le prieuré de son oncle, avec Maria, la vieille Berthe, le bedeau Pragmater, Tom le chat et le grillon de la cheminée, l'âme de la maison…

## Éditions
- 1839 L'Âme de la maison, dans La Presse
- 1840 L'Âme de la maison, tome premier du Fruit défendu (éditeur Desessart)
- 1852  sous le titre La Maison de mon oncle, tome III de La Peau de tigre (éditeur Souverain)
- 1865 L'Âme de la maison, La Peau de tigre (éditeur Lévy)